# Croton penduliflorus
Espèce
Croton penduliflorus est une espèce de plantes à fleurs du genre Croton et de la famille des Euphorbiaceae, présente à l'ouest et au centre-ouest de l'Afrique tropicale.
Il a pour synonyme :
- Croton mooriae, Greenway ex Burtt Davy et Hoyle, 1937
- Croton rubinoensis, Aubrev., 1950